# 데스 메탈

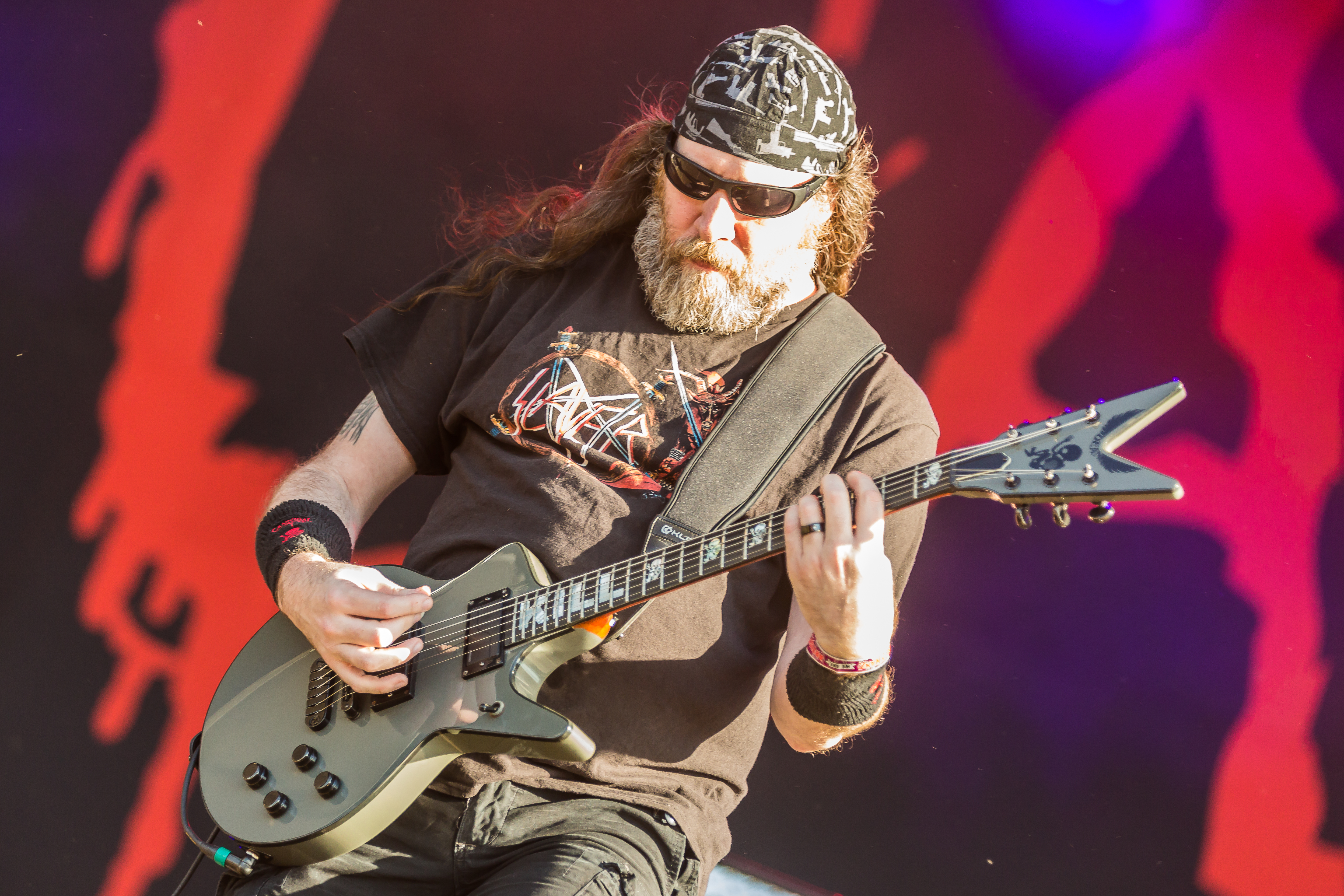

데스 메탈(Death Metal)은 헤비 메탈의 하위 장르 중 하나이다. 데스 메탈은 80년대 후반 스래시 메탈에서 발전되어 왔으며 초기 대표 밴드로는 미국의 디어사이드, 카니발 콥스, 오비추어리, 데스, 모비드 엔젤 등이 있다. 스래시 메탈 밴드 슬레이어는 이 장르의 탄생에 지대한 영향을 끼쳤다. 블랙 메탈은 데스 메탈과 사촌 장르이나 족보적인 연관성은 서로 없다.

## 음악적 특징
가장 큰 특징은 그로울링 등의 보컬, 디스토션이 잔뜩 걸린 거칠고 무거운 기타 연주, 파워풀한 투베이스 드러밍이며 거의 대부분 과격하고 극악한 사운드로 알려져 있다. 파괴, 죽음, 고통 등 무거운 소재를 사용한다는 것도 하나의 특징이다.